# Кім Ян Нам
Кім Ян Нам (кор. 김영남; нар. 15 червня 1960, повіт Хампхьон, Південна Чолла) — південнокорейський борець греко-римського стилю, чемпіон Азійських та Олімпійських ігор.

## Життєпис
Народився в родині фермерів в повіті Хампхьон, Південна Чолла, що мала ще трьох синів та двох дочок.
Почав займатися боротьбою в сільськогосподарській середній школі Хампхьону.
Був обраний до складу національної збірної вперше в 1983 році, наступного року брав участь в Олімпіаді в Лос-Анджелесі, але посів четверте місце, поступившись у боротьбі за бронзу чемпіону московської Олімпіади Штефану Русу з Румунії.
У 1986 році виграв Азійські ігри на батьківщині в Сеулі.
Там же через два роки став олімпійським чемпіоном, здолавши у фіналі радянського борця Даулета Турлиханова.
Після сеульської Олімпіади працював тренером тренером з боротьби в Samsung Life Insurance та тренером національної збірної з боротьби, а також присвятив себе вихованню юніорів.
Наприкінці 1996 року завдяки активній рекомендації Даулета Турлиханова, що став міністром туризму та спорту Казахстану, Кім Ян Нам приїхав до цієї країни з родиною. Турлиханов познайомив його з багатьма заможними людьми, включаючи політиків і бізнесменів, і він зміг почати бізнес з продажу автомобілів. Пізніше колишній спортсмен розширив свій бізнес на доріжки для боулінгу, автомобільні деталі та торгівлю фармацевтичною продукцією.
Згодом Кім Ян Нам почав керувати торговельною компанією «Коенга» в Алмати і боулінгом «Мерген» у провінційному місті. Окремо він здавав в оренду місцевим жителям боулінг, яким він володів в Алмати. Крім того, він розширив свій бізнес, щоб зосередитися на виробництві, включаючи будівництво доріг, виробництво асфальту та виробництво болтів для нафтопроводів.
Є генеральним директором CS Holding у Казахстані. У липні 2015 року призначений президентом Корейської асоціації боротьби.

## Спортивні результати на міжнародних змаганнях

### Виступи на Олімпіадах
| Змагання                    | Збірна         | Вагова категорія                 | Місце  |
| --------------------------- | -------------- | -------------------------------- | ------ |
| Літні Олімпійські ігри 1984 | Південна Корея | греко-римська боротьба, до 74 кг | 4      |
| Літні Олімпійські ігри 1988 | Південна Корея | греко-римська боротьба, до 74 кг | Золото |

### Виступи на Чемпіонатах світу
| Змагання                        | Збірна         | Вагова категорія                 | Місце |
| ------------------------------- | -------------- | -------------------------------- | ----- |
| Чемпіонат світу з боротьби 1987 | Південна Корея | греко-римська боротьба, до 74 кг | 6     |

### Виступи на Азійських іграх
| Змагання           | Збірна         | Вагова категорія                 | Місце  |
| ------------------ | -------------- | -------------------------------- | ------ |
| Азійські ігри 1986 | Південна Корея | греко-римська боротьба, до 74 кг | Золото |